# Spelaeometra
Spelaeometra is een geslacht van wantsen uit de familie van de waterlopers (Hydrometridae). Het geslacht werd voor het eerst wetenschappelijk beschreven door D. Polhemus & Ferreira in 2018.

## Soorten
Het genus bevat de volgende soorten:

- Spelaeometra gruta D. Polhemus & Ferreira, 2018